# Kodowanie transportowe
Kodowanie transportowe – rodzaj kodowania, którego celem jest ochrona danych podlegających kodowaniu przed uszkodzeniem ze względu na pewne ograniczenia warstwy sieci (patrz model OSI) odpowiedzialnej za transport tych danych. Przykładem takiego ograniczenia może być niezdolność niektórych starszych protokołów komunikacyjnych do przesyłania danych składających się z więcej niż 7 bitów. Próba przesłania danych 8-bitowych (tj. składających się z typowych bajtów 8-bitowych) bez użycia specjalnego kodowania spowodowałaby uszkodzenie tych bajtów, które mają ustawiony (tzn. równy 1) najstarszy znaczący bit.

## Znane rodzaje kodowania transportowego
- Base32
- Base64
- Base85
- Quoted-Printable
- uuencode
- xxencoding
- yEnc